# Кретов Роман Юрійович
Роман Юрійович Кретов (нар. 26 травня 1991) — український футболіст, захисник «Інгульця».

## Життєпис
Роман Кретов народився 26 травня 1991 року. В ДЮФЛ виступав в складі миколаївських «Торпедо» (2004-2006 та 2007-2008 роки – 42 матчі – 10 м’ячів) та «СДЮШОРа» (2006/2007 – 19 – 12). У 2008 році виступав у другій лізі в складі «Титану» (Армянськ): провів 14 матчів, в яких забив один м’яч. У 2009-2012 роках Роман захищав кольори команди польської другої ліги «Єзьорак» (Ілава). 2013 рік він провів за «Спарту» (Бродниця, Польща). У березні 2014 року перебував на перегляді в МФК «Миколаїв». Другу частину 2014 року грав у складі миколаївського «Торпедо». На початку лютого 2015 року перейшов до «Інгульця».
У складі юнацької збірної України (U-16) Роман провів чотири матчі.